# Задорожний Іван Михайлович
Іва́н Миха́йлович Задоро́жний (10 березня 1916, м. Городенка, тепер Івано-Франківська область — †11 лютого 1972, м. Стемфорд, шт. Коннектикут США, похований у Бавнд Бруку, шт. Нью-Джерсі, США)— український хоровий диригент, педагог.

## З життєпису
Закінчив Львівську богословську академію у 1939, де вивчав гармонію, контрапункт та історію музики під керівництвом Бориса Кудрика.
З 1939—1941 навчався у Львівській консерваторії.
З 1942—1946 навчався у Вищій музичній школі у Відні та Мюнхена.
З 1949 — диригент хору «Сурма» в Чикаґо та хору Кафедрал греко-католицького собору в Філадельфії.
З 1951 — у Нью-Йорку: співак в оперній компанії.
З 1955 диригент церковного хору в Нью-Йорку.
З 1959 — диригент хору «Думка».
З 1962—1965 — керівник капели бандуристів ім. Т. Шевченка в Детройті з якою гастролював містами США і Канади.
З 1963 — професор музики в духовній семінарії в Стамфорді.
З 1964 — Був першим муз. інтерпретатором опери «Відьма» П. Печеніги-Углицького.